# 30362 Jenniferdean
30362 Jenniferdean este un asteroid din centura principală de asteroizi.

## Descriere
30362 Jenniferdean este un asteroid din centura principală de asteroizi. A fost descoperit pe 6 mai 2000 la Socorro, New Mexico, în cadrul proiectului LINEAR. Asteroidul prezintă o orbită caracterizată de o semiaxă mare de 2,26 ua, o excentricitate de 0,10 și o înclinație de 4,5° în raport cu ecliptica.